# 浸没 (数学)
数学中，浸没（submersion）是微分流形之间的可微映射，其微分处处为满射。这是微分拓扑中的一个基本概念。浸没与浸入对偶。

## 定义
令M、N是微分流形，{\displaystyle f\colon M\to N}是它们间的可微映射。映射f是点{\displaystyle p\in M}处的浸没，若其微分
{\displaystyle Df_{p}\colon T_{p}M\to T_{f(p)}N}
是线性满射。这种情况下，p被称作映射f的正则点（regular point）；否则，p就是临界点。若原像{\displaystyle f^{-1}(q)}中所有的点p都是正则点，则点{\displaystyle q\in N}是f的正则值。在每点{\displaystyle p\in M}上都是浸没的可微映射f也称作浸没，等价地，若f的微分{\displaystyle Df_{p}}的秩等于N的维度，则f是浸没。
需要注意：有人用“临界点”描述f的雅可比矩阵的秩不取最大值的点。这在奇异理论中是更有用的概念。若M的维度不小于N的维度，则这两个临界点的概念是重合的；但若M的维度小于N的维度，则据上述定义，所有点都是临界点（微分不可能是满射），而雅可比矩阵的秩仍可能是最大的（若等于M的维度）。上述定义更常用，如在萨德定理的表述中。

## 浸没定理
给定m维、n维光滑流形之间的浸没{\displaystyle f\colon M\to N}，{\displaystyle \forall x\in M}，有围绕x的M的满射图（chart）{\displaystyle \phi :U\to \mathbb {R} ^{m}}、围绕{\displaystyle f(x)}的N的{\displaystyle \psi :V\to \mathbb {R} ^{n}}，使得f限制到浸没{\displaystyle f\colon U\to V}，用坐标表示为{\displaystyle \psi \circ f\circ \phi ^{-1}:\mathbb {R} ^{m}\to \mathbb {R} ^{n}}，就变为普通的正交投影。应用中，{\displaystyle \forall p\in N}，f对应的纤维表示为{\displaystyle M_{p}=f^{-1}(\{p\})}，可配备M的光滑子流形结构，其维度等于N与M维度之差。
该定理是反函数定理的结果（见反函数定理#流形）。
例如，考虑{\displaystyle f\colon \mathbb {R} ^{3}\to \mathbb {R} }由{\displaystyle f(x,y,z)=x^{4}+y^{4}+z^{4}}给出。雅各比矩阵是
{\displaystyle {\begin{bmatrix}{\frac {\partial f}{\partial x}}&{\frac {\partial f}{\partial y}}&{\frac {\partial f}{\partial z}}\end{bmatrix}}={\begin{bmatrix}4x^{3}&4y^{3}&4z^{3}\end{bmatrix}}.}
除原点外，这在每一点都有最大秩。另外，纤维
{\displaystyle f^{-1}(\{t\})=\left\{(a,b,c)\in \mathbb {R} ^{3}:a^{4}+b^{4}+c^{4}=t\right\}}
在{\displaystyle t<0}时是空集，{\displaystyle t=0}时等于一个点。因此，我们只有一个光滑浸没{\displaystyle f\colon \mathbb {R} ^{3}\setminus \{(0,0,0)\}\to \mathbb {R} _{>0},}与子集{\displaystyle M_{t}=\left\{(a,b,c)\in \mathbb {R} ^{3}:a^{4}+b^{4}+c^{4}=t\right\}}是{\displaystyle t>0}时的2维光滑流形。

## 示例
- 任何投影{\displaystyle \pi \colon \mathbb {R} ^{m+n}\rightarrow \mathbb {R} ^{n}\subset \mathbb {R} ^{m+n}}
- 局部微分同胚
- 黎曼浸没
- 光滑向量丛或更一般的光滑纤维化中的投影。微分的满射性是局部平凡化存在的必要条件。

### 球面之间的映射
浸没的一大类例子是高维球面之间的浸没，例如
{\displaystyle f:S^{n+k}\to S^{k}}
其纤维维度为n，这是因为纤维（元素{\displaystyle p\in S^{k}}的反像）是n维光滑流形。那么，若取路径
{\displaystyle \gamma :I\to S^{k}}
并取拉回
{\displaystyle {\begin{matrix}M_{I}&\to &S^{n+k}\\\downarrow &&\downarrow f\\I&\xrightarrow {\gamma } &S^{k}\end{matrix}}}
就得到了一种特殊的协边的例子，称作有框架协边。实际上，有框协边群{\displaystyle \Omega _{n}^{fr}}与稳定同伦群密切相关。

### 代数簇族
另一大类浸没由代数簇{\displaystyle \pi :{\mathfrak {X}}\to S}给出，其纤维是光滑代数簇。若考虑其底流形，则得到光滑流形。例如椭圆曲线的魏尔施特拉斯族{\displaystyle \pi :{\mathcal {W}}\to \mathbb {A} ^{1}}是被广泛研究的浸没，因为其包含了许多用于展示更复杂理论的技术，如交同调与错致层。这一族来自
{\displaystyle {\mathcal {W}}=\{(t,x,y)\in \mathbb {A} ^{1}\times \mathbb {A} ^{2}:y^{2}=x(x-1)(x-t)\}}
其中{\displaystyle \mathbb {A} ^{1}}是仿射线，{\displaystyle \mathbb {A} ^{2}}是仿射平面。由于考虑的是复簇，它们等价于复线与复平面{\displaystyle \mathbb {C} ,\mathbb {C} ^{2}}。注意我们实际上应该去掉{\displaystyle t=0,1}，因为那里有奇点（有双根）。

## 局部正规形式
若{\displaystyle f:\ M\to N}是p处的浸没，{\displaystyle f(p)=q\in N}，则在M中存在p的开邻域U、在N中存在q的开邻域V，在p处有局部坐标{\displaystyle (x_{1},\ \ldots ,\ x_{m})}，在q处有局部坐标{\displaystyle (x_{1},\ \ldots ,\ x_{n})}，使得{\displaystyle f(U)=V}，且在这些局部坐标中的映射f是标准投影
{\displaystyle f(x_{1},\ldots ,x_{n},x_{n+1},\ldots ,x_{m})=(x_{1},\ldots ,x_{n}).}
可知，在可微映射{\displaystyle f:\ M\to N}的作用下，N中的正则值q在M中的全原像{\displaystyle f^{-1}(q)}要么是空的，要么是{\displaystyle {\rm {dim}}M-{\rm {dim}}N}维微分流形，但可能不连通。这是正则值定理的内容（也叫浸没定理）。尤其是，若f是浸没，则{\displaystyle \forall q\in N}，结论都成立。

## 拓扑流形的浸没
一般拓扑流形的浸没也是良定义的。拓扑流形浸没是连续满射{\displaystyle f:\ M\to N}，使得{\displaystyle \forall p\in M}，对p上的某连续图ψ、f(p)处的φ，映射{\displaystyle \psi ^{-1}\circ f\circ \varphi }等于射影映射{\displaystyle \mathbb {R} ^{m}\to \mathbb {R} ^{n}}（{\displaystyle m={\rm {dim}}(M)\geq n={\rm {dim}}(N)}）。

## 脚注
1. ↑  Crampin & Pirani 1994，第243頁. do Carmo 1994，第185頁. Frankel 1997，第181頁. Gallot, Hulin & Lafontaine 2004，第12頁. Kosinski 2007，第27頁. Lang 1999，第27頁. Sternberg 2012，第378頁.
2. ↑  Arnold, Gusein-Zade & Varchenko 1985.
3. ↑  Lang 1999，第27頁.

## 阅读更多
- https://mathoverflow.net/questions/376129/what-are-the-sufficient-and-necessary-conditions-for-surjective-submersions-to-b?rq=1 （页面存档备份，存于）